# Ober-Rosbach
Ober-Rosbach ist ein Stadtteil von Rosbach vor der Höhe im hessischen Wetteraukreis.

## Geografie
Der Ort ist ein Stadtteil von Rosbach und liegt am Rosbach, am Rande des Taunus. Nächste Stadt ist Friedberg (Hessen).

## Geschichte
884 wurde der Ort erstmals erwähnt, als er dem Kloster Fulda geschenkt wurde. Im Jahre 1482 wurde das Ober-Rosbacher Weistum aufgeschrieben. Das Rathaus wurde 1550 erbaut. Die Stadtrechte erhielt der Ort im Jahre 1663. Die evangelische Stadtkirche wurde 1757/58 errichtet. Bis 1820 bildeten Ober-Rosbach und Nieder-Rosbach gemeinsam das Amt Rosbach, zunächst in der Landgrafschaft Hessen-Darmstadt, dann im Großherzogtum Hessen. Zwischen 1850 und 1926 wurde in Ortsnähe Mangan abgebaut. 1912 wurden die Gemarkungen von Ober- und Nieder-Rosbach geteilt.
Im Zuge der Gebietsreform in Hessen wurde am 1. Dezember 1970 die Nachbargemeinde Nieder-Rosbach auf freiwilliger Basis eingegliedert und gleichzeitig der Name der Stadt amtlich in Rosbach geändert. Am 1. August 1972 wurde diese kurzlebige Stadt mit der Gemeinde Rodheim vor der Höhe kraft Landesgesetz zu einer neuen Stadt Rosbach zusammengeschlossen. Am 14. März 1973 erhielt diese den Namen Rosbach vor der Höhe.

## Bevölkerung
Einwohnerstruktur 2011
Nach den Erhebungen des Zensus 2011 lebten am Stichtag dem 9. Mai 2011 in Ober-Rosbach 4767 Einwohner. Darunter waren 471 (9,9 %) Ausländer. Nach dem Lebensalter waren 879 Einwohner unter 18 Jahren, 2028 zwischen 18 und 49, 915 zwischen 50 und 64 und 945 Einwohner waren älter. Die Einwohner lebten in 2085 Haushalten. Davon waren 633 Singlehaushalte, 609 Paare ohne Kinder und 621 Paare mit Kindern, sowie 177 Alleinerziehende und 45 Wohngemeinschaften. In 447 Haushalten lebten ausschließlich Senioren und in 1410 Haushaltungen lebten keine Senioren.
Einwohnerentwicklung
| Ober-Rosbach: Einwohnerzahlen von 1834 bis 2022 | Ober-Rosbach: Einwohnerzahlen von 1834 bis 2022 | Ober-Rosbach: Einwohnerzahlen von 1834 bis 2022 | Ober-Rosbach: Einwohnerzahlen von 1834 bis 2022 | Ober-Rosbach: Einwohnerzahlen von 1834 bis 2022 |
| --- | ----------------------------------------------- | ----------------------------------------------- | ----------------------------------------------- | ----------------------------------------------- |
| Jahr |                                                 |                                                 |                                                 | Einwohner                                       |
| 1834 | 1834                                            |                                                 | 1.141                                           | 1.141                                           |
| 1840 | 1840                                            |                                                 | 1.119                                           | 1.119                                           |
| 1846 | 1846                                            |                                                 | 1.194                                           | 1.194                                           |
| 1852 | 1852                                            |                                                 | 1.233                                           | 1.233                                           |
| 1858 | 1858                                            |                                                 | 1.301                                           | 1.301                                           |
| 1864 | 1864                                            |                                                 | 1.238                                           | 1.238                                           |
| 1871 | 1871                                            |                                                 | 1.290                                           | 1.290                                           |
| 1875 | 1875                                            |                                                 | 1.265                                           | 1.265                                           |
| 1885 | 1885                                            |                                                 | 1.288                                           | 1.288                                           |
| 1895 | 1895                                            |                                                 | 1.230                                           | 1.230                                           |
| 1905 | 1905                                            |                                                 | 1.377                                           | 1.377                                           |
| 1910 | 1910                                            |                                                 | 1.427                                           | 1.427                                           |
| 1925 | 1925                                            |                                                 | 1.547                                           | 1.547                                           |
| 1939 | 1939                                            |                                                 | 1.680                                           | 1.680                                           |
| 1946 | 1946                                            |                                                 | 2.328                                           | 2.328                                           |
| 1950 | 1950                                            |                                                 | 2.545                                           | 2.545                                           |
| 1956 | 1956                                            |                                                 | 2.400                                           | 2.400                                           |
| 1961 | 1961                                            |                                                 | 2.543                                           | 2.543                                           |
| 1967 | 1967                                            |                                                 | 2.948                                           | 2.948                                           |
| 1970 | 1970                                            |                                                 | 3.339                                           | 3.339                                           |
| 1980 | 1980                                            |                                                 | ?                                               | ?                                               |
| 1990 | 1990                                            |                                                 | ?                                               | ?                                               |
| 2000 | 2000                                            |                                                 | ?                                               | ?                                               |
| 2011 | 2011                                            |                                                 | 4.767                                           | 4.767                                           |
| 2022 | 2022                                            |                                                 | 6.070                                           | 6.070                                           |
| Datenquelle: Historisches Gemeindeverzeichnis für Hessen: Die Bevölkerung der Gemeinden 1834 bis 1967. Wiesbaden: Hessisches Statistisches Landesamt, 1968. Weitere Quellen: LAGIS; Zensus 2011; 2022 |                                                 |                                                 |                                                 |                                                 |

Historische Religionszugehörigkeit
| • 1961: | 2138 evangelische (= 84,07 %), 306 katholische (= 12,03 %) Einwohner |

## Kultur und Sehenswürdigkeiten

### Bauwerke
- Kastell Kapersburg (drei Kilometer entfernt) gehört zum Obergermanisch-Raetischen Limes.
- evangelische „Stadtkirche“
- katholische St. Michael-Kirche

### Kulturdenkmäler
Siehe dazu Liste der Kulturdenkmäler in Ober-Rosbach

## Wirtschaft und Infrastruktur

### Bildung
- Die Kapersburgschule ist eine Grundschule.
- Kindertagesstätte „Brüder Grimm“,  Kinderstube „Die Kleinen Posträuber“ e. V.

### Verkehr
Der Bahnhof in Nieder-Rosbach vor der Höhe befindet sich an der Bahnstrecke Friedberg–Friedrichsdorf. Östlich des Ortes treffen sich die Landesstraße 3352 und die Bundesstraße 455. Die Bundesautobahn 5 verläuft westlich des Ortes. Im Mittelalter verlief der Straßenzug „durch die langen Hessen“ durch Ober-Rosbach.

## Persönlichkeiten
- Wilhelm Christoph (1625–1681), Landgraf von Hessen-Homburg
- August Gebhardt (1808–1901), evangelischer Theologe und Mitglied der Landstände des Großherzogtums Hessen
- Georg Blecher (1880–1938), Althistoriker, Lehrer und Heimatforscher